# Ophraella californiana
Ophraella californiana är en skalbaggsart som beskrevs av Lesage 1986. Ophraella californiana ingår i släktet Ophraella och familjen bladbaggar. Inga underarter finns listade i Catalogue of Life.